# Södra Tjusts härads valkrets
Södra Tjusts härads valkrets var under perioden 1866–1908 en av de åtta enmandatsvalkretsarna för landsbygden i Kalmar län vid val till andra kammaren i den svenska riksdagen. Från och med valet 1911 kom valkretsområdet att tillhöra  Kalmar läns norra valkrets. 

## Riksdagsmän
- Emil Key, lmp (1867–1883)
- Otto Ljunggren (1884–1885)
- Otto Redelius, lmp 1886–1887, nya lmp 1888–1894, lmp 1895–1908 (1886–1908)
- Edvard Fleetwood, lmp (1909–1911)

## Valresultat

### 1896
| Andrakammarvalet i Sverige 1896: Södra Tjusts härads valkrets | Andrakammarvalet i Sverige 1896: Södra Tjusts härads valkrets | Andrakammarvalet i Sverige 1896: Södra Tjusts härads valkrets | Andrakammarvalet i Sverige 1896: Södra Tjusts härads valkrets | Andrakammarvalet i Sverige 1896: Södra Tjusts härads valkrets |
| Kandidat                                                      | Kandidat                                                      | Röster                                                        | Röster                                                        | Röster                                                        |
| Kandidat                                                      | Kandidat                                                      | Antal                                                         | %                                                             | +− %                                                          |
| ------------------------------------------------------------- | ------------------------------------------------------------- | ------------------------------------------------------------- | ------------------------------------------------------------- | ------------------------------------------------------------- |
|                                                               | Otto Redelius                                                 | 21                                                            | 87,5                                                          |                                                               |
|                                                               | Närmaste kandidat                                             | 1                                                             | 4,2                                                           |                                                               |
|                                                               | Övriga kandidater                                             | 2                                                             | 8,3                                                           | —                                                             |
| Antal giltiga röster                                          | Antal giltiga röster                                          | 24                                                            |                                                               |                                                               |
| Kasserade röster                                              | Kasserade röster                                              | 0                                                             |                                                               |                                                               |
| Totalt                                                        | Totalt                                                        | 24                                                            |                                                               |                                                               |

Valet utfördes av 26 elektorer, men 2 avstod. Valdeltagandet vid valet av dessa var 11,2%. 

### 1899
| Andrakammarvalet i Sverige 1899: Södra Tjusts härads valkrets | Andrakammarvalet i Sverige 1899: Södra Tjusts härads valkrets | Andrakammarvalet i Sverige 1899: Södra Tjusts härads valkrets | Andrakammarvalet i Sverige 1899: Södra Tjusts härads valkrets | Andrakammarvalet i Sverige 1899: Södra Tjusts härads valkrets |
| Kandidat                                                      | Kandidat                                                      | Röster                                                        | Röster                                                        | Röster                                                        |
| Kandidat                                                      | Kandidat                                                      | Antal                                                         | %                                                             | +− %                                                          |
| ------------------------------------------------------------- | ------------------------------------------------------------- | ------------------------------------------------------------- | ------------------------------------------------------------- | ------------------------------------------------------------- |
|                                                               | Otto Redelius                                                 | 25                                                            | 96,2                                                          | ▲8,7%                                                         |
|                                                               | Närmaste kandidat                                             | 1                                                             | 3,8                                                           |                                                               |
| Antal giltiga röster                                          | Antal giltiga röster                                          | 26                                                            |                                                               |                                                               |
| Kasserade röster                                              | Kasserade röster                                              | 0                                                             |                                                               |                                                               |
| Totalt                                                        | Totalt                                                        | 26                                                            |                                                               |                                                               |

Valet ägde rum den 6 september 1899 och utfördes av 26 elektorer. Valdeltagandet vid valet av dessa var 11,2%. 

### 1902
| Andrakammarvalet i Sverige 1902: Södra Tjusts härads valkrets | Andrakammarvalet i Sverige 1902: Södra Tjusts härads valkrets | Andrakammarvalet i Sverige 1902: Södra Tjusts härads valkrets | Andrakammarvalet i Sverige 1902: Södra Tjusts härads valkrets | Andrakammarvalet i Sverige 1902: Södra Tjusts härads valkrets |
| Kandidat                                                      | Kandidat                                                      | Röster                                                        | Röster                                                        | Röster                                                        |
| Kandidat                                                      | Kandidat                                                      | Antal                                                         | %                                                             | +− %                                                          |
| ------------------------------------------------------------- | ------------------------------------------------------------- | ------------------------------------------------------------- | ------------------------------------------------------------- | ------------------------------------------------------------- |
|                                                               | Otto Redelius                                                 | 20                                                            | 80,0                                                          | ▼16,2%                                                        |
|                                                               | Närmaste kandidat                                             | 5                                                             | 20,0                                                          |                                                               |
| Antal giltiga röster                                          | Antal giltiga röster                                          | 25                                                            |                                                               |                                                               |
| Kasserade röster                                              | Kasserade röster                                              | 0                                                             |                                                               |                                                               |
| Totalt                                                        | Totalt                                                        | 25                                                            |                                                               |                                                               |

Valet ägde rum den 24 september 1902 och utfördes av 25 elektorer. Valdeltagandet vid valet av dessa var 10,4%. 

### 1905
| Andrakammarvalet i Sverige 1905: Södra Tjusts härads valkrets | Andrakammarvalet i Sverige 1905: Södra Tjusts härads valkrets | Andrakammarvalet i Sverige 1905: Södra Tjusts härads valkrets | Andrakammarvalet i Sverige 1905: Södra Tjusts härads valkrets | Andrakammarvalet i Sverige 1905: Södra Tjusts härads valkrets |
| Kandidat                                                      | Kandidat                                                      | Röster                                                        | Röster                                                        | Röster                                                        |
| Kandidat                                                      | Kandidat                                                      | Antal                                                         | %                                                             | +− %                                                          |
| ------------------------------------------------------------- | ------------------------------------------------------------- | ------------------------------------------------------------- | ------------------------------------------------------------- | ------------------------------------------------------------- |
|                                                               | Otto Redelius                                                 | 488                                                           | 72,5                                                          | ▼7,5%                                                         |
|                                                               | V. Nyberg i Hjorted                                           | 185                                                           | 27,5                                                          |                                                               |
| Antal giltiga röster                                          | Antal giltiga röster                                          | 673                                                           |                                                               |                                                               |
| Kasserade röster                                              | Kasserade röster                                              | 2                                                             |                                                               |                                                               |
| Totalt                                                        | Totalt                                                        | 675                                                           |                                                               |                                                               |

Valet ägde rum den 10 september 1905. Valdeltagandet var 64,0%. 

### 1908
| Andrakammarvalet i Sverige 1908: Södra Tjusts härads valkrets | Andrakammarvalet i Sverige 1908: Södra Tjusts härads valkrets | Andrakammarvalet i Sverige 1908: Södra Tjusts härads valkrets | Andrakammarvalet i Sverige 1908: Södra Tjusts härads valkrets | Andrakammarvalet i Sverige 1908: Södra Tjusts härads valkrets |
| Kandidat                                                      | Kandidat                                                      | Röster                                                        | Röster                                                        | Röster                                                        |
| Kandidat                                                      | Kandidat                                                      | Antal                                                         | %                                                             | +− %                                                          |
| ------------------------------------------------------------- | ------------------------------------------------------------- | ------------------------------------------------------------- | ------------------------------------------------------------- | ------------------------------------------------------------- |
|                                                               | Edvard Fleetwood                                              | 448                                                           | 59,6                                                          | ▼12,9%                                                        |
|                                                               | Hjalmar Nilsson i Hammar (frisinnad)                          | 303                                                           | 40,3                                                          |                                                               |
|                                                               | Övriga kandidater                                             | 1                                                             | 0,1                                                           | —                                                             |
| Antal giltiga röster                                          | Antal giltiga röster                                          | 752                                                           |                                                               |                                                               |
| Kasserade röster                                              | Kasserade röster                                              | 90                                                            |                                                               |                                                               |
| Totalt                                                        | Totalt                                                        | 842                                                           |                                                               |                                                               |

Valet ägde rum den 13 september 1908. Valdeltagandet var 72,3%. 